# Kuba a 2004. évi nyári olimpiai játékokon
Kuba a görögországi Athénban megrendezett 2004. évi nyári olimpiai játékok egyik részt vevő nemzete volt. Az országot az olimpián 18 sportágban 151 sportoló képviselte, akik összesen 27 érmet szereztek.

## Érmesek
| Érem  | Versenyző | Sportág       | Versenyszám              |
| ----- | --- | ------------- | ------------------------ |
| Arany | Yumileidi Cumbá | Atlétika      | Női súlylökés            |
| Arany | Osleidys Menéndez | Atlétika      | Női gerelyhajítás        |
| Arany | Nemzeti válogatott Danny Betancourt Luis Borroto Frederich Cepeda Yorelvis Charles Michel Enríquez Norberto González Yulieski Gourriel Pedro Luis Lazo Roger Machado Jonder Martínez Danny Miranda Frank Montieth Vicyohandri Odelín Adiel Palma Eduardo Paret Ariel Pestano Alexei Ramírez Eriel Sánchez Antonio Scull Carlos Tabares Yoandry Urgellés Osmani Urrutia Manuel Vega Norge Luis Vera | Baseball      | Férfi                    |
| Arany | Yandro Quintana | Birkózás      | Férfi szabadfogás, 60 kg |
| Arany | Yan Barthelemí | Ökölvívás     | Papírsúly                |
| Arany | Yuriorkis Gamboa | Ökölvívás     | Légsúly                  |
| Arany | Guillermo Rigondeaux | Ökölvívás     | Harmatsúly               |
| Arany | Mario Kindelán | Ökölvívás     | Könnyűsúly               |
| Arany | Odlanier Solís | Ökölvívás     | Nehézsúly                |
| Ezüst | Yipsi Moreno | Atlétika      | Női kalapácsvetés        |
| Ezüst | Roberto Monzón | Birkózás      | Férfi kötöttfogás, 60 kg |
| Ezüst | Daima Beltrán | Cselgáncs     | Női nehézsúly            |
| Ezüst | Ledis Balceiro Ibrahim Rojas | Kajak-kenu    | Férfi kenu kettes 500 m  |
| Ezüst | Yudel Johnson | Ökölvívás     | Kisváltósúly             |
| Ezüst | Lorenzo Aragón | Ökölvívás     | Váltósúly                |
| Ezüst | Yanelis Labrada | Taekwondo     | Női légsúly              |
| Bronz | Anier García | Atlétika      | Férfi 110 m gát          |
| Bronz | Yunaika Crawford | Atlétika      | Női kalapácsvetés        |
| Bronz | Iván Fundora | Birkózás      | Férfi szabadfogás, 74 kg |
| Bronz | Yordanis Arencibia | Cselgáncs     | Férfi harmatsúly         |
| Bronz | Amarilis Savón | Cselgáncs     | Női harmatsúly           |
| Bronz | Jurisleidi Lupetej | Cselgáncs     | Női könnyűsúly           |
| Bronz | Driulis González | Cselgáncs     | Női váltósúly            |
| Bronz | Yurisel Laborde | Cselgáncs     | Női félnehézsúly         |
| Bronz | Michel López | Ökölvívás     | Szupernehézsúly          |
| Bronz | Nemzeti válogatott Zoila Barros Rosir Calderón Nancy Carrillo Ana Fernández Mayvelis Martínez Liana Mesa Anniara Muñoz Yaima Ortíz Daimí Ramírez Yumilka Ruíz Marta Sánchez Dulce Téllez | Röplabda      | Női                      |
| Bronz | Juan Miguel Rodríguez | Sportlövészet | Férfi skeet              |

## Atlétika
Férfi
| Versenyző        | Versenyszám | Előfutam | Előfutam | Előfutam | Negyeddöntő | Negyeddöntő | Negyeddöntő | Elődöntő         | Elődöntő         | Elődöntő         | Döntő   | Döntő    |
| Versenyző        | Versenyszám | Idő      | Hely.    | Össz.    | Idő         | Hely.       | Össz.       | Idő              | Hely.            | Össz.            | Idő     | Helyezés |
| ---------------- | ----------- | -------- | -------- | -------- | ----------- | ----------- | ----------- | ---------------- | ---------------- | ---------------- | ------- | -------- |
| Yeimer López     | 400 m       | 45,44    | 1.       | 11.      |             |             |             | 45,52            | 4.               | 12.              | kiesett | kiesett  |
| Yoel Hernández   | 110 m gát   | 13,41    | 2.       | 11.      | 13,29       | 2.          | 5.          | 13,37            | 6.               | 10.              | kiesett | kiesett  |
| Yuniel Hernández | 110 m gát   | 13,48    | 4.       | 22.      | 13,46       | 4.          | 13.         | nem állt rajthoz | nem állt rajthoz | nem állt rajthoz | kiesett | kiesett  |
| Anier García     | 110 m gát   | 13,24    | 1.       | 2.       | 13,28       | 2.          | 4.          | 13,30            | 3.               | 7.*              | 13,20   |          |
| Yacnier Luis     | 400 m gát   | kizárták | kizárták | kizárták |             |             |             | kiesett          | kiesett          | kiesett          | kiesett | kiesett  |
| Aguelmis Rojas   | Maraton     |          |          |          |             |             |             |                  |                  |                  | 2:21:59 | 47.      |

| Versenyző            | Versenyszám   | Selejtező | Selejtező | Döntő    | Döntő    |
| Versenyző            | Versenyszám   | Eredmény  | Helyezés  | Eredmény | Helyezés |
| -------------------- | ------------- | --------- | --------- | -------- | -------- |
| Lisvany Pérez        | Magasugrás    | 228 cm    | 4.*       | 225 cm   | 11.      |
| Iván Pedroso         | Távolugrás    | 805 cm    | 11.       | 823 cm   | 7.       |
| Yoandri Betanzos     | Hármasugrás   | 17,53 m   | 2.        | 17,47 m  | 4.       |
| Arnie David Giralt   | Hármasugrás   | 16,70 m   | 17.       | kiesett  | kiesett  |
| Yoelbi Quesada       | Hármasugrás   | 17,01 m   | 9.        | 16,96 m  | 8.       |
| Frank Casañas        | Diszkoszvetés | 60,60 m   | 17.       | kiesett  | kiesett  |
| Lois Maikel Martínez | Diszkoszvetés | 57,18 m   | 29.       | kiesett  | kiesett  |
| Isbel Luaces         | Gerelyhajítás | 80,07 m   | 13.       | kiesett  | kiesett  |

Női
| Versenyző                                             | Versenyszám     | Előfutam | Előfutam | Előfutam | Elődöntő | Elődöntő | Elődöntő | Döntő   | Döntő    |
| Versenyző                                             | Versenyszám     | Idő      | Hely.    | Össz.    | Idő      | Hely.    | Össz.    | Idő     | Helyezés |
| ----------------------------------------------------- | --------------- | -------- | -------- | -------- | -------- | -------- | -------- | ------- | -------- |
| Zulia Calatayud                                       | 800 m           | 2:03,99  | 3.       | 30.      | 1:59,21  | 4.       | 6.       | 2:00,95 | 8.       |
| Anay Tejeda                                           | 100 m gát       | 13,24    | 5.       | 25.      | kiesett  | kiesett  | kiesett  | kiesett | kiesett  |
| Daimí Perniá                                          | 400 m gát       | 55,91    | 5.       | 20.      | kiesett  | kiesett  | kiesett  | kiesett | kiesett  |
| Mariela González                                      | Maraton         |          |          |          |          |          |          | 3:02:20 | 59.      |
| Virgen Benavides Roxana Díaz Ana López Misleydis Lazo | 4 × 100 m váltó | 43,60    | 6.       | 11.      |          |          |          | kiesett | kiesett  |

| Versenyző          | Versenyszám   | Selejtező | Selejtező | Döntő                    | Döntő                    |
| Versenyző          | Versenyszám   | Eredmény  | Helyezés  | Eredmény                 | Helyezés                 |
| ------------------ | ------------- | --------- | --------- | ------------------------ | ------------------------ |
| Yudelkis Fernández | Távolugrás    | 636 cm    | 29.       | kiesett                  | kiesett                  |
| Yusmay Bicet       | Hármasugrás   | 14,53 m   | 14.       | 14,57 m                  | 9.                       |
| Yumileidi Cumbá    | Súlylökés     | 19,10 m   | 2.        | 19,59 m                  |                          |
| Misleydis González | Súlylökés     | 18,33 m   | 10.       | 18,59 m                  | 7.                       |
| Yania Ferrales     | Diszkoszvetés | 61,54 m   | 10.       | érvényes kísérlet nélkül | érvényes kísérlet nélkül |
| Yunaika Crawford   | Kalapácsvetés | 71,74 m   | 2.        | 73,16 m                  |                          |
| Yipsi Moreno       | Kalapácsvetés | 70,56 m   | 7.        | 73,36 m                  |                          |
| Aldenay Vasallo    | Kalapácsvetés | 62,64 m   | 37.       | kiesett                  | kiesett                  |
| Nora Aída Bicet    | Gerelyhajítás | 60,97 m   | 12.       | 62,51 m                  | 7.                       |
| Sonia Bisset       | Gerelyhajítás | 61,45 m   | 8.        | 63,54 m                  | 5.                       |
| Osleidys Menéndez  | Gerelyhajítás | 64,91 m   | 1.        | 71,53 m                  |                          |

* – két másik versenyzővel azonos eredményt ért el

## Baseball
| #          | Poz. | Név                | Születési idő                    | Klub                 |
| ---------- | ---- | ------------------ | -------------------------------- | -------------------- |
| 15         | P    | Danny Betancourt   | 1981. május 25. (23 évesen)      | Santiago de Cuba     |
| 16         | P    | Adiel Palma        | 1970. augusztus 20. (33 évesen)  | Cienfuegos           |
| 20         | P    | Norge Luis Vera    | 1971. augusztus 3. (33 évesen)   | Orientales           |
| 23         | P    | Vicyohandri Odelín | 1980. február 26. (24 évesen)    | Camagüey             |
| 26         | P    | Luis Borroto       | 1982. augusztus 24. (21 évesen)  | Villa Clara          |
| 28         | P    | Frank Montieth     | 1985. január 11. (19 évesen)     | Industriales         |
| 32         | P    | Norberto González  | 1979. október 10. (24 évesen)    | Cienfuegos           |
| 58         | P    | Jonder Martínez    | 1978. június 22. (26 évesen)     | La Habana            |
| 91         | P    | Manuel Vega        | 1975. augusztus 9. (29 évesen)   | Granma               |
| 99         | P    | Pedro Luis Lazo    | 1973. április 15. (31 évesen)    | Pinar del Río        |
| 8          | C    | Ariel Pestano      | 1974. január 31. (30 évesen)     | Villa Clara Naranjas |
| 55         | C    | Eriel Sánchez      | 1975. május 17. (29 évesen)      | Sancti Spíritus      |
| 61         | C    | Roger Machado      | 1974. március 31. (30 évesen)    | Ciego de Avila       |
| 2          | IF   | Eduardo Paret      | 1972. október 23. (31 évesen)    | Villa Clara          |
| 10         | IF   | Yulieski Gourriel  | 1984. június 9. (20 évesen)      | Sancti Spíritus      |
| 12         | IF   | Michel Enríquez    | 1979. február 11. (25 évesen)    | Isla de la Juventud  |
| 25         | IF   | Antonio Scull      | 1965. szeptember 10. (38 évesen) | Industriales         |
| 31         | IF   | Yorelvis Charles   | 1978. szeptember 25. (25 évesen) | Ciego de Avila       |
| 74         | P/IF | Danny Miranda      | 1978. november 12. (25 évesen)   | Ciego de Avila       |
| 14         | OF   | Yoandry Urgellés   | 1981. július 28. (23 évesen)     | Metropolitanos       |
| 24         | OF   | Frederich Cepeda   | 1980. április 8. (24 évesen)     | Sancti Spíritus      |
| 46         | OF   | Osmani Urrutia     | 1976. június 28. (28 évesen)     | Las Tunas Magos      |
| 56         | OF   | Carlos Tabares     | 1974. július 8. (30 évesen)      | Industriales         |
| 21         | U    | Alexei Ramírez     | 1981. szeptember 22. (22 évesen) | Pinar del Río        |
| Vezetőedző |      |                    |                                  |                      |
| 39         |      | Higinio Velez      | 1946. július 27. (58 évesen)     |                      |

- Kor: 2004. augusztus 14-i kora

### Eredmények
Csoportkör
| Csapat      | M | Gy | V | P+ | P– | Pk  |
| ----------- | - | -- | - | -- | -- | --- |
| Japán       | 7 | 6  | 1 | 49 | 20 | +29 |
| Kuba        | 7 | 6  | 1 | 41 | 17 | +24 |
| Kanada      | 7 | 5  | 2 | 39 | 17 | +22 |
| Ausztrália  | 7 | 4  | 3 | 49 | 30 | +19 |
| Tajvan      | 7 | 3  | 4 | 24 | 28 | –4  |
| Hollandia   | 7 | 2  | 5 | 29 | 55 | –26 |
| Görögország | 7 | 1  | 6 | 24 | 49 | –25 |
| Olaszország | 7 | 1  | 6 | 19 | 58 | –39 |

| 2004. augusztus 15. 10:30 |  | Kuba (CUB) | 4–1 | Ausztrália |  |  |
| 2004. augusztus 15. 10:30 |  |            |     |            |  |  |

| 2004. augusztus 16. 19:30 |  | Kuba (CUB) | 5–4 | Görögország |  |  |
| 2004. augusztus 16. 19:30 |  |            |     |             |  |  |

| 2004. augusztus 17. 19:30 |  | Kuba (CUB) | 3–6 | Japán |  |  |
| 2004. augusztus 17. 19:30 |  |            |     |       |  |  |

| 2004. augusztus 18. 19:30 |  | Tajvan (TPE) | 2–10 | Kuba |  |  |
| 2004. augusztus 18. 19:30 |  |              |      |      |  |  |

| 2004. augusztus 20. 19:30 |  | Kuba (CUB) | 9–2 | Hollandia |  |  |
| 2004. augusztus 20. 19:30 |  |            |     |           |  |  |

| 2004. augusztus 24. 19:30 |  | Kuba (CUB) | 8–5 | Kanada |  |  |
| 2004. augusztus 24. 19:30 |  |            |     |        |  |  |

| 2004. augusztus 22. 18:30 |  | Olaszország (ITA) | 0–5 | Kuba |  |  |
| 2004. augusztus 22. 18:30 |  |                   |     |      |  |  |

Elődöntő
| 2004. augusztus 24. 19:30 |  | Kuba (CUB) | 8–5 | Kanada |  |  |
| 2004. augusztus 24. 19:30 |  |            |     |        |  |  |

Döntő
| 2004. augusztus 25. 20:00 |  | Ausztrália (AUS) | 2–6 | Kuba |  |  |
| 2004. augusztus 25. 20:00 |  |                  |     |      |  |  |

| Csapat | Helyezés |
| ------ | -------- |
| Kuba   |          |

## Birkózás

### Férfi
Kötöttfogású
| Versenyző       | Versenyszám | Csoportkör                                                                                   | Csoportkör | Negyeddöntő                    | Elődöntő                    | Bronz- mérkőzés                                 | Döntő                      | Helyezés |
| Versenyző       | Versenyszám | Ellenfél Eredmény                                                                            | Hely.      | Ellenfél Eredmény              | Ellenfél Eredmény           | Ellenfél Eredmény                               | Ellenfél Eredmény          | Helyezés |
| --------------- | ----------- | -------------------------------------------------------------------------------------------- | ---------- | ------------------------------ | --------------------------- | ----------------------------------------------- | -------------------------- | -------- |
| Lázaro Rivas    | 55 kg       | B csoport · Haszan Rangraz (IRI) · 6-4 · Szamír Ben Senáf (ALG) · 11-0                       | 1.         | Majoros István (HUN) · 1-6     |                             | 5. helyért · Irakli Csocsua (GEO) · 11-0        |                            | 5.       |
| Roberto Monzón  | 60 kg       | G csoport · Şeref Tüfenk (TUR) · 5-0 · Ali Askáni (IRI) · 4-1 · Hrísztosz Gíkasz (GRE) · 7-0 | 1.         |                                | Alekszej Sevcov (RUS) · 6-3 |                                                 | Csong Dzsihjon (KOR) · 0-3 |          |
| Juan Luis Marén | 66 kg       | C csoport · Fərid Mənsurov (AZE) · 0-3 · Ryszard Wolny (POL) · 3-0                           | 2.         | kiesett                        | kiesett                     | kiesett                                         | kiesett                    | 13.      |
| Filiberto Azcuy | 74 kg       | A csoport · Cshö Dokhun (KOR) · 6-2 · Radosław Truszkowski (POL) · 6-0                       | 1.         | Marko Yli-Hannukse (FIN) · 1-3 |                             | 5. helyért · Danyil Halimov (KAZ) · 0-4 PA      |                            | 6.       |
| Ernesto Pena    | 96 kg       | F csoport · Virág Lajos (HUN) · 5-1 · Garett Lowney (USA) · 3-1                              | 1.         | Mehmet Özal (TUR) · 3-4        |                             | 5. helyért · Gennagyij Cshaidze (KGZ) · 4-0     |                            | 4.       |
| Mijaín López    | 120 kg      | D csoport · Yekta Yılmaz Gül (TUR) · 4-0 · Yuriy Yevseychyk (ISR) · 5-0                      | 1.         | Haszan Barojev (RUS) · 0-2     |                             | 5. helyért · Yannick Szczepaniak (FRA) · 4-0 PA |                            | 5.       |

Szabadfogású
| Versenyző        | Versenyszám | Csoportkör                                                                  | Csoportkör | Negyeddöntő                    | Elődöntő                      | Bronz- mérkőzés                                       | Döntő                             | Helyezés |
| Versenyző        | Versenyszám | Ellenfél Eredmény                                                           | Hely.      | Ellenfél Eredmény              | Ellenfél Eredmény             | Ellenfél Eredmény                                     | Ellenfél Eredmény                 | Helyezés |
| ---------------- | ----------- | --------------------------------------------------------------------------- | ---------- | ------------------------------ | ----------------------------- | ----------------------------------------------------- | --------------------------------- | -------- |
| René Montero     | 55 kg       | A csoport · Stephen Abas (USA) · 3-4 · Ghenadie Tulbea (MDA) · 5-0          | 2.         | kiesett                        | kiesett                       | kiesett                                               | kiesett                           | 13.      |
| Yandro Quintana  | 60 kg       | C csoport · Szusíl Kumár (IND) · 3-0 · Ivan Dzsorev (BUL) · 3-0             | 1.         | Davit Pogoszian (GEO) · 5-0    | Vaszil Fedorisin (UKR) · 3-1  |                                                       | Maszud Musztafa Gokár (IRI) · 4-0 |          |
| Serguei Rondon   | 66 kg       | D csoport · Elbrusz Tedejev (UKR) · 2-8 · Otar Tusisvili (GEO) · 10-0       | 2.         | kiesett                        | kiesett                       | kiesett                                               | kiesett                           | 9.       |
| Iván Fundora     | 74 kg       | A csoport · Obata Kunihiko (JPN) · 8-0 · Szudzsít Mán (IND) · 6-0           | 1.         | Daniel Igali (CAN) · 3-1       | Gennagyij Lalijev (KAZ) · 4-5 | Krystian Brzozowski (POL) · 3-1                       |                                   |          |
| Yoel Romero      | 84 kg       | D csoport · Davyd Bichinashvili (GER) · 3-0 · Jeffrey Cobb (GUM) · 10-0     | 1.         | Lázarosz Loizídisz (GRE) · 3-1 | Cael Sanderson (USA) · 2-3    | Szazsid Szazsidov (RUS) · 3-5                         |                                   | 4.       |
| Alexis Rodríguez | 120 kg      | C csoport · Nésztorasz Badzélasz (GRE) · 10-0 · Szerhij Prjadun (UKR) · 8-0 | 1.         | Aydın Polatçı (TUR) · 1-3      |                               | 5. helyért · Kuramagomed Kuramagomedov (RUS) · 4-0 PA |                                   | 5.       |

PA – visszalépett (birói döntéssel 0-4)

## Cselgáncs
Férfi
| Versenyző          | Versenyszám  | Selejtező         | 32-es főtábla                            | Nyolcaddöntő                     | Negyeddöntő                 | Elődöntő                      | Vigaszág első kör                     | Vigaszág negyeddöntő               | Vigaszág elődöntő | Bronz- mérkőzés                    | Döntő             | Helyezés    |
| Versenyző          | Versenyszám  | Ellenfél Eredmény | Ellenfél Eredmény                        | Ellenfél Eredmény                | Ellenfél Eredmény           | Ellenfél Eredmény             | Ellenfél Eredmény                     | Ellenfél Eredmény                  | Ellenfél Eredmény | Ellenfél Eredmény                  | Ellenfél Eredmény | Helyezés    |
| ------------------ | ------------ | ----------------- | ---------------------------------------- | -------------------------------- | --------------------------- | ----------------------------- | ------------------------------------- | ---------------------------------- | ----------------- | ---------------------------------- | ----------------- | ----------- |
| Yordanis Arencibia | Harmatsúly   |                   | Ludwig Ortíz (VEN) · 0101-0010           | Heath Young (AUS) · 1001-0001    | João Pina (POR) · 1001-0001 | Jozef Krnáč (SVK) · 0002-1010 |                                       |                                    |                   | Davit Margosvili (GEO) · 0200-0000 |                   |             |
| Rubert Martínez    | Könnyűsúly   |                   | Yoel Razvozov (ISR) · 0000-1000          | kiesett                          | kiesett                     | kiesett                       |                                       |                                    |                   |                                    |                   | helyezetlen |
| Gabriel Arteaga    | Váltósúly    |                   | Damdinszürengín Njamhű (MGL) · 0130-0001 | Kvon Jongu (KOR) · 0001-0010     | kiesett                     | kiesett                       |                                       |                                    |                   |                                    |                   | helyezetlen |
| Yosvany Despaigne  | Középsúly    |                   | Haszanbi Taov (RUS) · 0001-0011          | kiesett                          | kiesett                     | kiesett                       |                                       |                                    |                   |                                    |                   | helyezetlen |
| Oreidis Despaigne  | Félnehézsúly |                   | Vitalij Bubon (UKR) · 0100-0010          | Michael Jurack (GER) · 0000-1001 |                             |                               | Vaszíliosz Iliádisz (GRE) · 1000-0010 | Ghislain Lemaire (FRA) · 0000-0221 | kiesett           | kiesett                            |                   | helyezetlen |

Női
| Versenyző          | Versenyszám  | Selejtező                         | Nyolcaddöntő                       | Negyeddöntő                       | Elődöntő                         | Vigaszág első kör | Vigaszág negyeddöntő                | Vigaszág elődöntő              | Bronz- mérkőzés                       | Döntő                         | Helyezés    |
| Versenyző          | Versenyszám  | Ellenfél Eredmény                 | Ellenfél Eredmény                  | Ellenfél Eredmény                 | Ellenfél Eredmény                | Ellenfél Eredmény | Ellenfél Eredmény                   | Ellenfél Eredmény              | Ellenfél Eredmény                     | Ellenfél Eredmény             | Helyezés    |
| ------------------ | ------------ | --------------------------------- | ---------------------------------- | --------------------------------- | -------------------------------- | ----------------- | ----------------------------------- | ------------------------------ | ------------------------------------- | ----------------------------- | ----------- |
| Yamila Zambrano    | Légsúly      |                                   | Szorája Haddád (ALG) · 0000-1000   | kiesett                           | kiesett                          |                   |                                     |                                |                                       |                               | helyezetlen |
| Amarilis Savón     | Harmatsúly   | Sanna Askelöf (SWE) · 1000-0000   | I Unhi (KOR) · 1010-0000           | Ilse Heylen (BEL) · 0101-0000     | Jokoszava Juki (JPN) · 0010-1000 |                   |                                     |                                | Szalíma esz-Szuákri (ALG) · 1000-0000 |                               |             |
| Jurisleidi Lupetej | Könnyűsúly   |                                   | Barbara Harel (FRA) · 1000-0000    | Lena Göldi (SUI) · WO             | Kje Szunhi (PRK) · 0000-1000     |                   |                                     |                                | Isabel Fernández (ESP) · 0010-0000    |                               |             |
| Driulis González   | Váltósúly    |                                   | Urška Žolnir (SLO) · 0001-0010     |                                   |                                  |                   | Gella Vandecaveye (BEL) · 1000-0000 | Hong Okszong (PRK) · 1010-0000 | Daniela Krukower (ARG) · WO           |                               |             |
| Anaisis Hernández  | Középsúly    | Antónia Moreira (ANG) · 0000-1000 | kiesett                            | kiesett                           | kiesett                          |                   |                                     |                                |                                       |                               | helyezetlen |
| Yurisel Laborde    | Félnehézsúly |                                   | Uta Kühnen (GER) · 0011-0001       | Liu Hszia (CHN) · 0000-1001       |                                  |                   | Vera Moszkaljuk (RUS) · 1001-0000   | I Szojon (KOR) · 0030-0022     | Céline Lebrun (FRA) · 1001-0001       |                               |             |
| Daima Beltrán      | Nehézsúly    | Karina Bryant (GBR) · 0030-0010   | Tatiana Bvegadzi (CGO) · 1000-0000 | Giovanna Blanco (VEN) · 1001-0000 | Szun Fu-ming (CHN) · 1000-0000   |                   |                                     |                                |                                       | Cukada Maki (JPN) · 0100-1000 |             |

WO – mérkőzés nélkül

## Evezés
Férfi
| Versenyző                             | Versenyszám              | Előfutam | Előfutam | Vigaszág | Vigaszág | Elődöntő | Elődöntő | Elődöntő | Döntő | Döntő   | Döntő | Helyezés |
| Versenyző                             | Versenyszám              | Idő      | Hely.    | Idő      | Hely.    | Típus    | Idő      | Hely.    | Típus | Idő     | Hely. | Helyezés |
| ------------------------------------- | ------------------------ | -------- | -------- | -------- | -------- | -------- | -------- | -------- | ----- | ------- | ----- | -------- |
| Yuleidys Cascaret                     | Egypárevezős             | 7:19,45  | 2.       | 6:58,44  | 1.       | A/B/C    | 6:58,35  | 4.       | B     | 6:58,61 | 6.    | 12.      |
| Yosbel Martínez Yoennis Hernández     | Kétpárevezős             | 7:02,95  | 5.       | 6:16,38  | 2.       | A/B      | 6:24,54  | 6.       | B     | 6:15,37 | 3.    | 10.      |
| Armando Arrechavaleta Yosvel Iglesias | Könnyűsúlyú kétpárevezős | 6:25,14  | 5.       | 6:27,89  | 4.       | C/D      | 6:28,09  | 2.       | C     | 6:48,50 | 2.    | 14.      |

Női
| Versenyző                    | Versenyszám              | Előfutam | Előfutam | Vigaszág | Vigaszág | Elődöntő | Elődöntő | Elődöntő | Döntő | Döntő   | Döntő | Helyezés |
| Versenyző                    | Versenyszám              | Idő      | Hely.    | Idő      | Hely.    | Típus    | Idő      | Hely.    | Típus | Idő     | Hely. | Helyezés |
| ---------------------------- | ------------------------ | -------- | -------- | -------- | -------- | -------- | -------- | -------- | ----- | ------- | ----- | -------- |
| Dailin Taset Ismaray Marrero | Könnyűsúlyú kétpárevezős | 7:18,35  | 5.       | 7:14,01  | 4.       |          |          |          | C     | 7:42,20 | 2.    | 14.      |

## Íjászat
Női
| Versenyző       | Versenyszám | Selejtező | Selejtező | 64-es főtábla                         | 32-es főtábla     | Nyolcaddöntő      | Negyeddöntő       | Elődöntő          | Döntő             | Helyezés |
| Versenyző       | Versenyszám | Pont      | Kiemelt   | Ellenfél Eredmény                     | Ellenfél Eredmény | Ellenfél Eredmény | Ellenfél Eredmény | Ellenfél Eredmény | Ellenfél Eredmény | Helyezés |
| --------------- | ----------- | --------- | --------- | ------------------------------------- | ----------------- | ----------------- | ----------------- | ----------------- | ----------------- | -------- |
| Maydenia Sarduy | Egyéni      | 595       | 58.       | Justyna Mospinek (POL) (7.) · 145-162 | kiesett           | kiesett           | kiesett           | kiesett           | kiesett           | 42.      |

## Kajak-kenu

### Síkvízi
Férfi
| Versenyző                    | Versenyszám        | Előfutam | Előfutam | Előfutam | Elődöntő | Elődöntő | Elődöntő | Döntő    | Döntő    |
| Versenyző                    | Versenyszám        | Idő      | Hely.    | Össz.    | Idő      | Hely.    | Össz.    | Idő      | Helyezés |
| ---------------------------- | ------------------ | -------- | -------- | -------- | -------- | -------- | -------- | -------- | -------- |
| Aldo Pruna                   | Kenu egyes 500 m   | 1:50,246 | 3.       | 7.       | 1:53,229 | 4.       | 10.      | kiesett  | kiesett  |
| Karel Aguilar                | Kenu egyes 1000 m  | 3:54,250 | 3.       | 7.       | 3:52,260 | 2.       | 4.       | 3:54,957 | 8.       |
| Ibrahim Rojas Ledis Balceiro | Kenu kettes 500 m  | 1:39,860 | 2.D      | 2.       |          |          |          | 1:40,350 |          |
| Ibrahim Rojas Ledis Balceiro | Kenu kettes 1000 m | 3:30,435 | 2.D      | 3.       |          |          |          | 3:50,346 | 8.       |

## Kerékpározás

### Pálya-kerékpározás
Sprintversenyek
| Versenyző                                       | Versenyszám        | Selejtező | Selejtező | 1. forduló           | Döntő                | Helyezés |
| Versenyző                                       | Versenyszám        | Idő       | Hely.     | Ellenfél Győztes idő | Ellenfél Győztes idő | Helyezés |
| ----------------------------------------------- | ------------------ | --------- | --------- | -------------------- | -------------------- | -------- |
| Reinier Cartaya Julio César Herrera Ahmed López | Férfi csapatsprint | 45,548    | 10.       | kiesett              |                      | 10.      |

Időfutam
| Név         | Versenyszám           | Idő      | Helyezés |
| ----------- | --------------------- | -------- | -------- |
| Ahmed López | Férfi egyéni időfutam | 1:02,739 | 9.       |

Pontversenyek
| Versenyző       | Versenyszám     | Pont | Helyezés |
| --------------- | --------------- | ---- | -------- |
| Yoanka González | Női pontverseny | 5    | 10.      |

## Műugrás
Férfi
| Versenyző                       | Versenyszám        | Selejtező | Selejtező | Elődöntő | Elődöntő | Döntő   | Döntő    |
| Versenyző                       | Versenyszám        | Pont      | Helyezés  | Pont     | Helyezés | Pont    | Helyezés |
| ------------------------------- | ------------------ | --------- | --------- | -------- | -------- | ------- | -------- |
| Jorge Betancourt                | Egyéni műugrás     | 382,56    | 21.       | kiesett  | kiesett  | kiesett | kiesett  |
| Erick Fornaris                  | Egyéni műugrás     | 380,07    | 22.       | kiesett  | kiesett  | kiesett | kiesett  |
| Erick Fornaris                  | Egyéni toronyugrás | 351,75    | 28.       | kiesett  | kiesett  | kiesett | kiesett  |
| José Antonio Guerra             | Egyéni toronyugrás | 375,87    | 25.       | kiesett  | kiesett  | kiesett | kiesett  |
| Jorge Betancourt Erick Fornaris | Szinkron műugrás   |           |           |          |          | 338,46  | 4.       |

Női
| Versenyző     | Versenyszám        | Selejtező | Selejtező | Elődöntő | Elődöntő | Döntő   | Döntő    |
| Versenyző     | Versenyszám        | Pont      | Helyezés  | Pont     | Helyezés | Pont    | Helyezés |
| ------------- | ------------------ | --------- | --------- | -------- | -------- | ------- | -------- |
| Iohana Cruz   | Egyéni műugrás     | 203,76    | 29.       | kiesett  | kiesett  | kiesett | kiesett  |
| Yolanda Ortíz | Egyéni toronyugrás | 259,47    | 26.       | kiesett  | kiesett  | kiesett | kiesett  |
| Yaima Pena    | Egyéni toronyugrás | 238,44    | 30.       | kiesett  | kiesett  | kiesett | kiesett  |

## Ökölvívás
| Versenyző            | Versenyszám     | Selejtező                          | Nyolcaddöntő                        | Negyeddöntő                     | Elődöntő                          | Döntő                           | Helyezés |
| Versenyző            | Versenyszám     | Ellenfél Eredmény                  | Ellenfél Eredmény                   | Ellenfél Eredmény               | Ellenfél Eredmény                 | Ellenfél Eredmény               | Helyezés |
| -------------------- | --------------- | ---------------------------------- | ----------------------------------- | ------------------------------- | --------------------------------- | ------------------------------- | -------- |
| Yan Barthelemí       | Papírsúly       | Miguel Miranda (VEN) · RSC         | Szuban Phannon (THA) · 23-14        | Hom Muvon (KOR) · 30-11         | Cou Si-ming (CHN) · 29-17         | Atagün Yalçınkaya (TUR) · 21-16 |          |
| Yuriorkis Gamboa     | Légsúly         | Igor Samoilenco (MDA) · 46-33      | Szomcsit Csongcsoho (THA) · 26-21   | Georgij Balaksin (RUS) · 26-18  | Rustam Rachimow (GER) · 20-11     | Jérôme Thomas (FRA) · 38-23     |          |
| Guillermo Rigondeaux | Harmatsúly      | Liu Jüan (CHN) · 21-7              | Mehrullah Lassi (PAK) · RSC         | Gennagyij Kovaljov (RUS) · 20-5 | Baxodirjon Sultonov (UZB) · 27-13 | Voraphot Phetkhum (THA) · 22-13 |          |
| Luis Franco          | Pehelysúly      | Aszülbek Talaszbajev (KGZ) · 32-15 | Edvaldo Gonzaga (BRA) · 30-15       | Vitali Tajbert (GER) · 26-34    | kiesett                           | kiesett                         | 5.       |
| Mario Kindelán       | Könnyűsúly      | Ahmed Sadiq (NGR) · RSC            | Syed Asghar Ali Shah (PAK) · 24-9   | Rövşən Hüseynov (AZE) · 23-11   | Murat Hracsev (RUS) · 20-10       | Amir Khan (GBR) · 30-22         |          |
| Yudel Johnson        | Kisváltósúly    |                                    | Davis Mwale (ZAM) · RSC             | Dilshod Maxmudov (UZB) · 32-28  | Borisz Georgiev (BUL) · 13-9      | Manat Buncsamnong (THA) · 11-17 |          |
| Lorenzo Aragón       | Váltósúly       | Theódorosz Kotákosz (GRE) · RSC    | Vanes Martirosyan (USA) · 20-11     | Ruslan Xeyirov (AZE) · 16-14    | Kim Dzsongdzsu (KOR) · 38-10      | Baktijar Artajev (KAZ) · 26-36  |          |
| Yordani Despaigne    | Középsúly       | Jean Pascal (CAN) · 36-24          | Balzsay Károly (HUN) · 38-25        | Andre Dirrell (USA) · 11-12     | kiesett                           | kiesett                         | 5.       |
| Yoan Hernández       | Félnehézsúly    |                                    | Jevgenyij Makarenko (RUS) · 18-30   | kiesett                         | kiesett                           | kiesett                         | 9.       |
| Odlanier Solís       | Nehézsúly       |                                    | Alekszandr Alekszejev (RUS) · 24-21 | Wilmer Vásquez (VEN) · 24-4     | Nászer es-Sámi (SYR) · RSC        | Viktar Zujev (BLR) · 22-13      |          |
| Michel López         | Szupernehézsúly |                                    | Rustam Saidov (UZB) · 18-13         | Jason Estrada (USA) · 21-7      | Mohammed Ali (EGY) · 16-18        | kiesett                         |          |

RSC – a játékvezető megállította a mérkőzést

## Röplabda

### Női
| #    | Név                  | Klub             | Kor                              | Magasság |
| ---- | -------------------- | ---------------- | -------------------------------- | -------- |
| 1    | Yumilka Ruíz         | Camaguey         | 1978. május 8. (26 évesen)       | 178 cm   |
| 3    | Nancy Carrillo       | Ciudad Habana    | 1986. január 11. (18 évesen)     | 175 cm   |
| 5    | Mayvelis Martínez    | Ciudad Habana    | 1977. június 12. (27 évesen)     | 178 cm   |
| 6    | Daimí Ramírez        | Camaguey         | 1983. október 8. (20 évesen)     | 180 cm   |
| 8    | Yaima Ortíz          | Ciudad Habana    | 1981. november 9. (22 évesen)    | 179 cm   |
| 10   | Ana Fernández        | Sancti Spiritus  | 1973. augusztus 3. (31 évesen)   | 184 cm   |
| 11   | Liana Mesa           | Camaguey         | 1977. december 26. (26 évesen)   | 182 cm   |
| 12   | Rosir Calderón       | Ciudad Habana    | 1984. december 28. (19 évesen)   | 189 cm   |
| 13   | Anniara Muñoz        | Cienfuegos       | 1980. január 24. (24 évesen)     | 183 cm   |
| 16   | Dulce Téllez         | Santiago de Cuba | 1983. szeptember 12. (20 évesen) | 179 cm   |
| 17   | Marta Sánchez        | Holguin          | 1973. május 17. (31 évesen)      | 178 cm   |
| 18   | Zoila Barros         | Ciudad Habana    | 1976. augusztus 6. (28 évesen)   | 188 cm   |
| Edző |                      |                  |                                  |          |
|      | Luis Felipe Calderón |                  |                                  |          |

- Kor: 2004. augusztus 12-i kora

#### Eredmények
Csoportkör
B csoport
|                             |      | Mérkőzések | Mérkőzések | Szettek | Szettek | Szettek | Pontok | Pontok | Pontok |
| Csapat                      | Pont | Gy         | V          | Sz+     | Sz–     | SzA     | P+     | P–     | PA     |
| --------------------------- | ---- | ---------- | ---------- | ------- | ------- | ------- | ------ | ------ | ------ |
| Kína (CHN)                  | 9    | 4          | 1          | 14      | 4       | 3,500   | 429    | 346    | 1,240  |
| Oroszország (RUS)           | 8    | 3          | 2          | 11      | 8       | 1,375   | 426    | 388    | 1,098  |
| Kuba (CUB)                  | 8    | 3          | 2          | 11      | 10      | 1,100   | 443    | 460    | 0,963  |
| Egyesült Államok (USA)      | 7    | 2          | 3          | 11      | 10      | 1,100   | 472    | 467    | 1,011  |
| Németország (GER)           | 7    | 2          | 3          | 7       | 11      | 0,636   | 387    | 414    | 0,935  |
| Dominikai Köztársaság (DOM) | 6    | 1          | 4          | 3       | 14      | 0,214   | 334    | 416    | 0,803  |

| 2004. augusztus 14. 09:00 | Kuba (CUB)                                      | 2–3 | Németország (GER) | Béke és Barátság stadion, Pireusz Nézőszám: 1100 Játékvezető: Hiroyuki Ito (JPN), Abdullah Al-Khelaifi (KSA) |
| 2004. augusztus 14. 09:00 | (25–22, 26–24, 22–25, 15–25, 15–17) Jegyzőkönyv |     |                   | Béke és Barátság stadion, Pireusz Nézőszám: 1100 Játékvezető: Hiroyuki Ito (JPN), Abdullah Al-Khelaifi (KSA) |

| 2004. augusztus 16. 22:05 | Oroszország (RUS)                               | 2–3 | Kuba (CUB) | Béke és Barátság stadion, Pireusz Nézőszám: 2900 Játékvezető: Kun-Tae Kim (KOR), Valdir Dellaqua (BRA) |
| 2004. augusztus 16. 22:05 | (24–26, 25–19, 27–25, 19–25, 13–15) Jegyzőkönyv |     |            | Béke és Barátság stadion, Pireusz Nézőszám: 2900 Játékvezető: Kun-Tae Kim (KOR), Valdir Dellaqua (BRA) |

| 2004. augusztus 18. 14:00 | Kuba (CUB)                                      | 3–2 | Kína (CHN) | Béke és Barátság stadion, Pireusz Nézőszám: 4300 Játékvezető: Patrick Rachard (FRA), Umit Sokullu (TUR) |
| 2004. augusztus 18. 14:00 | (25–19, 22–25, 15–25, 25–21, 15–13) Jegyzőkönyv |     |            | Béke és Barátság stadion, Pireusz Nézőszám: 4300 Játékvezető: Patrick Rachard (FRA), Umit Sokullu (TUR) |

| 2004. augusztus 20. 11:00 | Dominikai Köztársaság (DOM)       | 0–3 | Kuba (CUB) | Béke és Barátság stadion, Pireusz Nézőszám: 2323 Játékvezető: Karin Zahorcova (CZE), Georgios Karampetsos (GRE) |
| 2004. augusztus 20. 11:00 | (23–25, 17–25, 23–25) Jegyzőkönyv |     |            | Béke és Barátság stadion, Pireusz Nézőszám: 2323 Játékvezető: Karin Zahorcova (CZE), Georgios Karampetsos (GRE) |

| 2004. augusztus 22. 21:30 | Kuba (CUB)                        | 0–3 | Egyesült Államok (USA) | Béke és Barátság stadion, Pireusz Nézőszám: 7540 Játékvezető: Luciano Gaspari (ITA), Ryszard Dietrich (POL) |
| 2004. augusztus 22. 21:30 | (22–25, 12–25, 19–25) Jegyzőkönyv |     |                        | Béke és Barátság stadion, Pireusz Nézőszám: 7540 Játékvezető: Luciano Gaspari (ITA), Ryszard Dietrich (POL) |

Negyeddöntő
| 2004. augusztus 24. 19:30 | Olaszország (ITA)                               | 3–2 | Kuba (CUB) | Béke és Barátság stadion, Pireusz Nézőszám: 7680 Játékvezető: Juan Angel Pereyra (ARG), Mahmoud Abdel Magid (EGY) |
| 2004. augusztus 24. 19:30 | (23–25, 25–14, 25–22, 14–25, 12–15) Jegyzőkönyv |     |            | Béke és Barátság stadion, Pireusz Nézőszám: 7680 Játékvezető: Juan Angel Pereyra (ARG), Mahmoud Abdel Magid (EGY) |

Elődöntő
| 2004. augusztus 26. 22:15 | Kuba (CUB)                                      | 2–3 | Kína (CHN) | Béke és Barátság stadion, Pireusz Nézőszám: 5120 Játékvezető: Luciano Gaspari (ITA), Dejan Jovanovic (SCG) |
| 2004. augusztus 26. 22:15 | (22–25, 20–25, 25–17, 25–23, 10–15) Jegyzőkönyv |     |            | Béke és Barátság stadion, Pireusz Nézőszám: 5120 Játékvezető: Luciano Gaspari (ITA), Dejan Jovanovic (SCG) |

Bronzmérkőzés
| 2004. augusztus 28. 18:00 | Brazília (BRA)                           | 1–3 | Kuba (CUB) | Béke és Barátság stadion, Pireusz Nézőszám: 4200 Játékvezető: Jarmo Salonen (FIN), Ryszard Dietrich (POL) |
| 2004. augusztus 28. 18:00 | (22–25, 22–25, 25–14, 17–25) Jegyzőkönyv |     |            | Béke és Barátság stadion, Pireusz Nézőszám: 4200 Játékvezető: Jarmo Salonen (FIN), Ryszard Dietrich (POL) |

| Csapat     | Helyezés |
| ---------- | -------- |
| Kuba (CUB) |          |

### Strandröplabda

#### Férfi
| Versenyző                     | Csoportkör | Csoportkör | Nyolcaddöntő      | Negyeddöntő       | Elődöntő          | Döntő             | Helyezés |
| Versenyző                     | Ellenfél Eredmény | Hely.      | Ellenfél Eredmény | Ellenfél Eredmény | Ellenfél Eredmény | Ellenfél Eredmény | Helyezés |
| ----------------------------- | --- | ---------- | ----------------- | ----------------- | ----------------- | ----------------- | -------- |
| Francisco Álvarez Juan Rosell | B csoport · Németország (GER) · Christoph Dieckmann · Andreas Scheuerpflug · 19-21, 21-19, 10-15 · Brazília (BRA) · Márcio Araújo · Benjamin Insfran · 21-23, 20-22 · Franciaország (FRA) · Stéphane Canet · Mathieu Hamel · 21-18, 21-19 | 3.         | kiesett           | kiesett           | kiesett           | kiesett           | 17.      |

#### Női
| Versenyző                       | Csoportkör | Csoportkör | Nyolcaddöntő                                                 | Negyeddöntő       | Elődöntő          | Döntő             | Helyezés |
| Versenyző                       | Ellenfél Eredmény | Hely.      | Ellenfél Eredmény                                            | Ellenfél Eredmény | Ellenfél Eredmény | Ellenfél Eredmény | Helyezés |
| ------------------------------- | --- | ---------- | ------------------------------------------------------------ | ----------------- | ----------------- | ----------------- | -------- |
| Dalixia Fernandez Tamara Larrea | B csoport · Olaszország (ITA) · Daniela Gattelli · Lucilla Perrotta · 21-17, 18-21, 15-10 · Dél-afrikai Köztársaság (RSA) · Leigh-Ann Naidoo · Julia Willand · 21-19, 21-16 · Brazília (BRA) · Shelda Bede · Adriana Behar · 14-21, 19-21 | 2.         | Kanada (CAN) · Guylaine Dumont · Annie Martin · 18-21, 19-21 | kiesett           | kiesett           | kiesett           | 9.       |

## Sportlövészet
Férfi
| Versenyző             | Versenyszám          | Selejtező | Selejtező | Döntő   | Döntő    |
| Versenyző             | Versenyszám          | Pont      | Helyezés  | Pont    | Helyezés |
| --------------------- | -------------------- | --------- | --------- | ------- | -------- |
| Norbelis Bárzaga      | Légpisztoly          | 573       | 30.**     | kiesett | kiesett  |
| Norbelis Bárzaga      | Szabadpisztoly       | 542       | 34.*      | kiesett | kiesett  |
| Arseny Borrero        | Szabadpisztoly       | 535       | 40.       | kiesett | kiesett  |
| Leuris Pupo           | Gyorstüzelő pisztoly | 585       | 7.*       | kiesett | kiesett  |
| Reinier Estpinan      | Sportpuska, fekvő    | 581       | 46.       | kiesett | kiesett  |
| Juan Miguel Rodríguez | Skeet                | 122       | 3.        | 147     |          |
| Guillermo Torres      | Skeet                | 119       | 21.***    | kiesett | kiesett  |

Női
| Versenyző           | Versenyszám           | Selejtező | Selejtező | Döntő   | Döntő    |
| Versenyző           | Versenyszám           | Pont      | Helyezés  | Pont    | Helyezés |
| ------------------- | --------------------- | --------- | --------- | ------- | -------- |
| Margarita Tarradell | Légpisztoly           | 368       | 35.**     | kiesett | kiesett  |
| Margarita Tarradell | Sportpisztoly         | 565       | 32.*      | kiesett | kiesett  |
| Eglis Yaima Cruz    | Légpuska              | 385       | 39.       | kiesett | kiesett  |
| Eglis Yaima Cruz    | Sportpuska, összetett | 571       | 20.**     | kiesett | kiesett  |

* – egy másik versenyzővel azonos eredményt ért el

** – két másik versenyzővel azonos eredményt ért el

*** – hét másik versenyzővel azonos eredményt ért el

## Súlyemelés
Férfi
| Versenyző         | Versenyszám | Szakítás | Szakítás | Lökés    | Lökés    | Összesen | Helyezés |
| Versenyző         | Versenyszám | Eredmény | Helyezés | Eredmény | Helyezés | Összesen | Helyezés |
| ----------------- | ----------- | -------- | -------- | -------- | -------- | -------- | -------- |
| Yoandry Hernández | 94 kg       | 167,5    | 14.*     | 207,5    | 10.**    | 375,0    | 12.      |
| Michel Batista    | 105 kg      | 182,5    | 11.*     | 212,5    | 12.      | 395,0    | 12.      |

* – egy másik versenyzővel azonos eredményt ért el

** – két másik versenyzővel azonos eredményt ért el

## Taekwondo
Férfi
| Versenyző             | Versenyszám | Nyolcaddöntő                       | Negyeddöntő       | Elődöntő          | Vigaszág első kör | Vigaszág elődöntő | Bronz- mérkőzés   | Döntő             | Helyezés |
| Versenyző             | Versenyszám | Ellenfél Eredmény                  | Ellenfél Eredmény | Ellenfél Eredmény | Ellenfél Eredmény | Ellenfél Eredmény | Ellenfél Eredmény | Ellenfél Eredmény | Helyezés |
| --------------------- | ----------- | ---------------------------------- | ----------------- | ----------------- | ----------------- | ----------------- | ----------------- | ----------------- | -------- |
| Ángel Valodia Fuentes | Váltósúly   | Víctor Estrada Garibay (MEX) · 7-8 | kiesett           | kiesett           |                   |                   |                   |                   | 11.      |

Női
| Versenyző       | Versenyszám | Nyolcaddöntő      | Negyeddöntő                      | Elődöntő                | Vigaszág első kör | Vigaszág elődöntő | Bronz- mérkőzés   | Döntő                       | Helyezés |
| Versenyző       | Versenyszám | Ellenfél Eredmény | Ellenfél Eredmény                | Ellenfél Eredmény       | Ellenfél Eredmény | Ellenfél Eredmény | Ellenfél Eredmény | Ellenfél Eredmény           | Helyezés |
| --------------- | ----------- | ----------------- | -------------------------------- | ----------------------- | ----------------- | ----------------- | ----------------- | --------------------------- | -------- |
| Yanelis Labrada | Légsúly     |                   | Jauvapha Bunphoncsaj (THA) · 3-1 | Euda Carías (GUA) · 8-3 |                   |                   |                   | Chen Shih-Hsien (TPE) · 4-5 |          |

## Torna
Férfi
| Versenyző   | Versenyszám      | Selejtező | Selejtező | Döntő    | Döntő    |
| Versenyző   | Versenyszám      | Pontszám  | Helyezés  | Pontszám | Helyezés |
| ----------- | ---------------- | --------- | --------- | -------- | -------- |
| Abel Driggs | Talaj            | 8,875     | 67.       | kiesett  | kiesett  |
| Abel Driggs | Ugrás            | 9,156     | 19.       | kiesett  | kiesett  |
| Abel Driggs | Korlát           | 9,425     | 45.       | kiesett  | kiesett  |
| Abel Driggs | Nyújtó           | 8,812     | 68.       | kiesett  | kiesett  |
| Abel Driggs | Gyűrű            | 9,550     | 42.       | kiesett  | kiesett  |
| Abel Driggs | Lólengés         | 9,600     | 23.       | kiesett  | kiesett  |
| Abel Driggs | Egyéni összetett | 55,274    | 28.       | kiesett  | kiesett  |
| Eric López  | Talaj            | 9,062     | 59.       | kiesett  | kiesett  |
| Eric López  | Ugrás            | 9,356     | 14.       | kiesett  | kiesett  |
| Eric López  | Korlát           | 9,687     | 16.       | kiesett  | kiesett  |
| Eric López  | Nyújtó           | 9,112     | 60.       | kiesett  | kiesett  |
| Eric López  | Gyűrű            | 9,637     | 25.       | kiesett  | kiesett  |
| Eric López  | Lólengés         | 9,500     | 29.       | kiesett  | kiesett  |
| Eric López  | Egyéni összetett | 56,398    | 18.       | 55,449   | 20.      |

Női
| Versenyző        | Versenyszám      | Selejtező | Selejtező | Döntő    | Döntő    |
| Versenyző        | Versenyszám      | Pontszám  | Helyezés  | Pontszám | Helyezés |
| ---------------- | ---------------- | --------- | --------- | -------- | -------- |
| Leyanet González | Talaj            | 9,325     | 28.       | kiesett  | kiesett  |
| Leyanet González | Ugrás            | 9,237     | 14.       | kiesett  | kiesett  |
| Leyanet González | Felemás korlát   | 8,787     | 68.       | kiesett  | kiesett  |
| Leyanet González | Gerenda          | 8,775     | 53.       | kiesett  | kiesett  |
| Leyanet González | Egyéni összetett | 36,224    | 30.       | 35,299   | 22.      |

## Úszás
Férfi
| Versenyző        | Versenyszám | Előfutam | Előfutam | Előfutam | Elődöntő | Elődöntő | Elődöntő | Döntő   | Döntő    |
| Versenyző        | Versenyszám | Idő      | Hely.    | Össz.    | Idő      | Hely.    | Össz.    | Idő     | Helyezés |
| ---------------- | ----------- | -------- | -------- | -------- | -------- | -------- | -------- | ------- | -------- |
| Marcos Hernández | 50 m gyors  | 23,19    | 5.       | 34.      | kiesett  | kiesett  | kiesett  | kiesett | kiesett  |

Női
| Versenyző    | Versenyszám | Előfutam | Előfutam | Előfutam | Elődöntő | Elődöntő | Elődöntő | Döntő   | Döntő    |
| Versenyző    | Versenyszám | Idő      | Hely.    | Össz.    | Idő      | Hely.    | Össz.    | Idő     | Helyezés |
| ------------ | ----------- | -------- | -------- | -------- | -------- | -------- | -------- | ------- | -------- |
| Imaday Núñez | 100 m mell  | 1:12,14  | 2.       | 27.      | kiesett  | kiesett  | kiesett  | kiesett | kiesett  |
| Imaday Núñez | 200 m mell  | 2:36,40  | 6.       | 28.      | kiesett  | kiesett  | kiesett  | kiesett | kiesett  |

## Vívás
Férfi
| Versenyző      | Versenyszám       | Selejtező                 | 32-es főtábla                | Nyolcaddöntő              | Negyeddöntő       | Elődöntő          | Bronz- mérkőzés   | Döntő             | Helyezés |
| Versenyző      | Versenyszám       | Ellenfél Eredmény         | Ellenfél Eredmény            | Ellenfél Eredmény         | Ellenfél Eredmény | Ellenfél Eredmény | Ellenfél Eredmény | Ellenfél Eredmény | Helyezés |
| -------------- | ----------------- | ------------------------- | ---------------------------- | ------------------------- | ----------------- | ----------------- | ----------------- | ----------------- | -------- |
| Andrés Carillo | Párbajtőr, egyéni |                           | Hugues Obry (FRA) · 15-10    | Éric Boisse (FRA) · 11-15 | kiesett           | kiesett           | kiesett           | kiesett           | 14.      |
| Cándido Maya   | Kard, egyéni      | Sorel Kembe (CGO) · 15-13 | Szergej Sarikov (RUS) · 9-15 | kiesett                   | kiesett           | kiesett           | kiesett           | kiesett           | 29.      |

Női
| Versenyző   | Versenyszám       | Selejtező                       | 32-es főtábla                      | Nyolcaddöntő               | Negyeddöntő       | Elődöntő          | Bronz- mérkőzés   | Döntő             | Helyezés |
| Versenyző   | Versenyszám       | Ellenfél Eredmény               | Ellenfél Eredmény                  | Ellenfél Eredmény          | Ellenfél Eredmény | Ellenfél Eredmény | Ellenfél Eredmény | Ellenfél Eredmény | Helyezés |
| ----------- | ----------------- | ------------------------------- | ---------------------------------- | -------------------------- | ----------------- | ----------------- | ----------------- | ----------------- | -------- |
| Eimey Gómez | Párbajtőr, egyéni | Catherine Dunnette (CAN) · 11-9 | Laura Flessel-Colovic (FRA) · 9-15 | kiesett                    | kiesett           | kiesett           | kiesett           | kiesett           | 31.      |
| Ana Faez    | Kard, egyéni      |                                 | I Szinmi (KOR) · 15-13             | Sada Jacobson (USA) · 4-15 | kiesett           | kiesett           | kiesett           | kiesett           | 14.      |